# Monterey Sports Car Championships

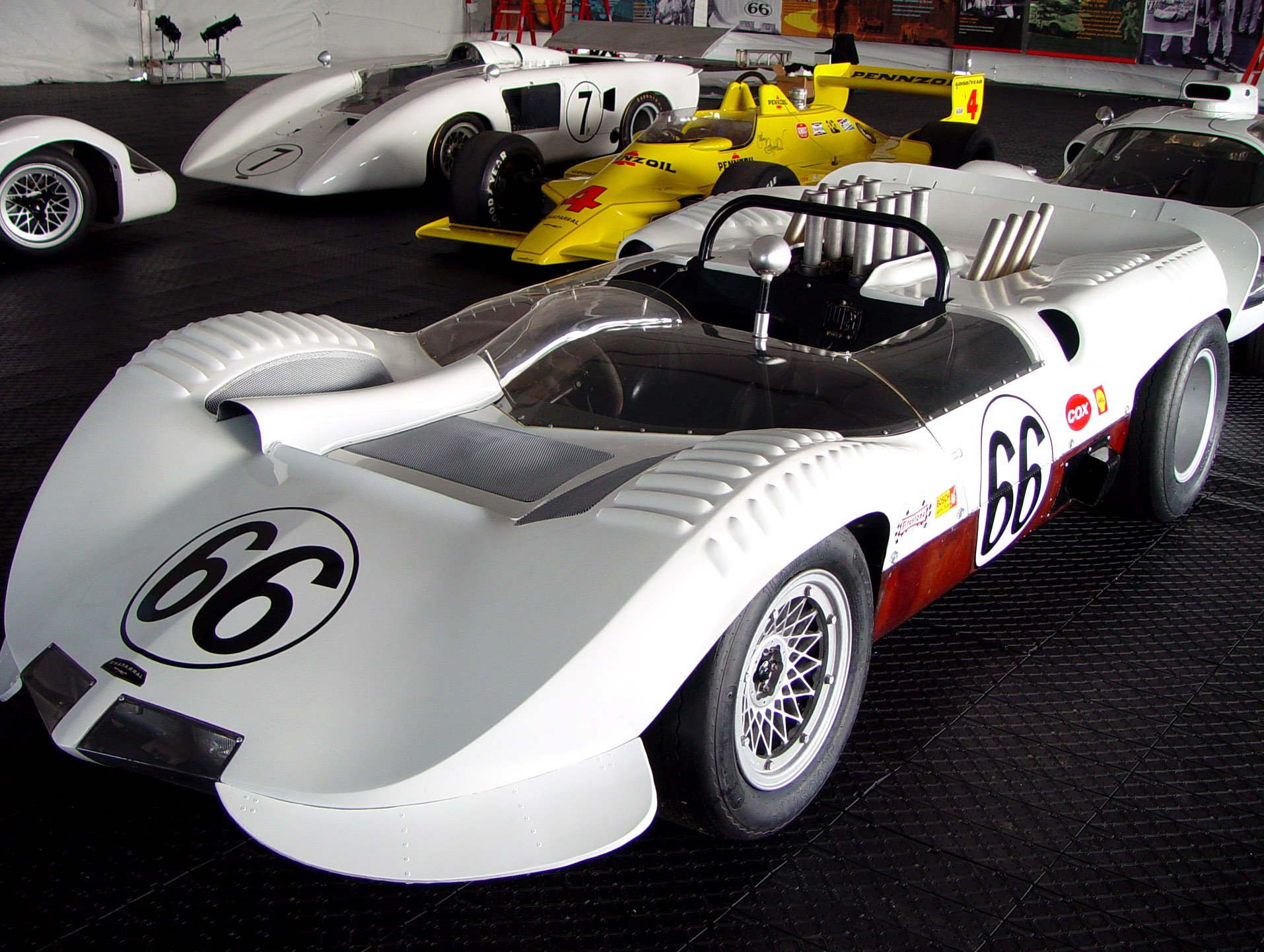
Chaparral 2A

Le Monterey Sports Car Championships (épreuve officiellement dénommée le Continental Tire Monterey Grand Prix powered by Mazda) est une course d'endurance de voitures de sport qui se tient actuellement au Mazda Raceway Laguna Seca en Californie. La première édition de l'épreuve s'est déroulé en 1950 sur un circuit routier à Pebble Beach (Californie). En 1951, la compétition intégra le nouveau Championnat National Sports Car Club SCCA. Quand le Raceway Laguna Seca a été construit en 1957, la course a été transférée sur ce circuit. À la suite de l'arrêt du Championnat National Sports Car Club SCCA, l'épreuve fût mise en sommeil à partir de 1957. Elle a ensuite été relancée par le nouveau United States Road Racing Championship organisé par le SCCA à partir 1963. La course a été de nouveau mise en sommeil en 1969 pour être relancé quelques années plus tard en 1973 avec le Championnat IMSA GT.

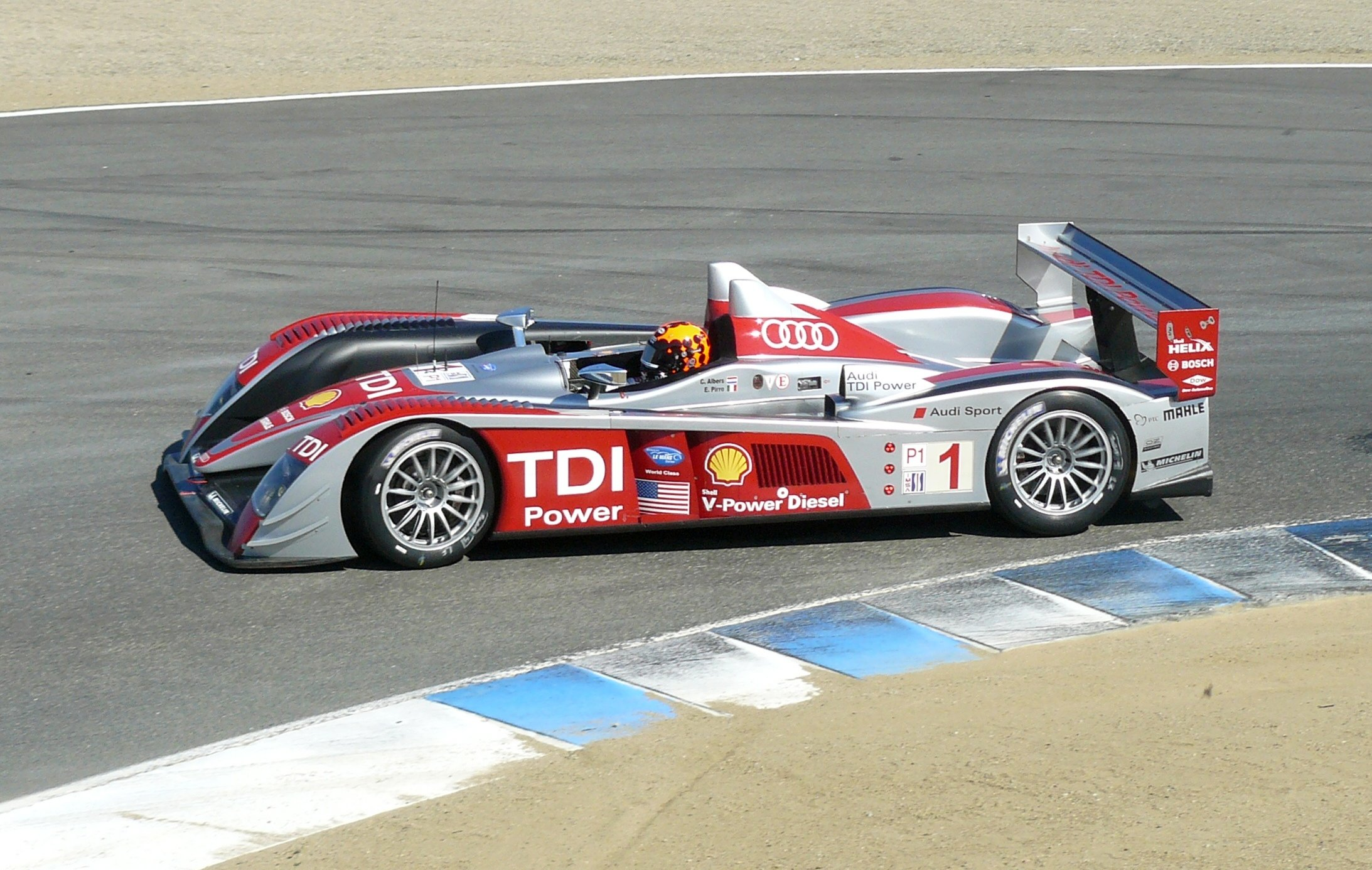
Audi R10 TDI en 2008

Entre 1999 et 2013, la course faisait partie de l'American Le Mans Series, jusqu' à ce que ce championnat fusionne avec le Rolex Sports Car Series en 2014 pour former l'United SportsCar Championship.

## Pebble Beach
| Année                                 | Pilotes           | Équipe           | Voiture                                | Durée/Distance           | Nom de la course       |
| Hors-Championnat                      | Hors-Championnat  | Hors-Championnat | Hors-Championnat                       | Hors-Championnat         | Hors-Championnat       |
| ------------------------------------- | ----------------- | ---------------- | -------------------------------------- | ------------------------ | ---------------------- |
| 1950                                  | Phil Hill         | Phil Hill        | Jaguar XK120 M                         | 100 milles (160,9344 km) | Pebble Beach Road Race |
| SCCA National Sports Car Championship |                   |                  |                                        |                          |                        |
| 1951                                  | Bill Pollack (en) | Tom Carstens     | Allard 2J-Cadillac                     | 100 milles (160,9344 km) | Pebble Beach Cup       |
| 1952                                  | Bill Pollack (en) | Tom Carstens     | Allard 2J-Cadillac                     | 100 milles (160,9344 km) | Del Monte Trophy       |
| 1953                                  | Phil Hill         | Phil Hill        | Ferrari 250 MM Vignale Spyder Series I | 100 milles (160,9344 km) | Del Monte Trophy       |
| 1954                                  | Sterling Edwards  |                  | Ferrari 340 MM                         | 100 milles (160,9344 km) | Del Monte Trophy       |
| 1955                                  | Phil Hill         |                  | Ferrari 750 Monza                      | 100 milles (160,9344 km) | Del Monte Trophy       |
| 1956                                  | Carroll Shelby    | Dick Hall        | Ferrari 750 Monza Scaglietti           | 100 milles (160,9344 km) | Del Monte Trophy       |

## Laguna Seca
| Année                                   | Pilotes                                        | Équipe                                        | Voiture                               | Durée/Distance                        | Nom de la course                                       | Report                                |
| SCCA National Sports Car Championship   | SCCA National Sports Car Championship          | SCCA National Sports Car Championship         | SCCA National Sports Car Championship | SCCA National Sports Car Championship | SCCA National Sports Car Championship                  | SCCA National Sports Car Championship |
| --------------------------------------- | ---------------------------------------------- | --------------------------------------------- | ------------------------------------- | ------------------------------------- | ------------------------------------------------------ | ------------------------------------- |
| 1957                                    | Pete Lovely                                    | Fred Armbruster                               | Ferrari 500 TR (en)                   |                                       | Pebble Beach Races                                     | report                                |
| 1958 — 1962                             | Non tenue                                      | Non tenue                                     | Non tenue                             | Non tenue                             | Non tenue                                              | Non tenue                             |
| United States Road Racing Championship  |                                                |                                               |                                       |                                       |                                                        |                                       |
| 1963                                    | Chuck Parsons                                  | Chuck Parsons                                 | Lotus 23-Ford                         | 150 milles (241,4016 km)              | Laguna Seca 150                                        | report                                |
| 1964                                    | Jim Hall                                       | Chaparral Cars                                | Chaparral 2A-Chevrolet                | 150 milles (241,4016 km)              |                                                        | report                                |
| 1965                                    | Jim Hall                                       | Chaparral Cars                                | Chaparral 2A-Chevrolet                | 150 milles (241,4016 km)              |                                                        | report                                |
| 1966                                    | Charlie Hayes                                  |                                               | McLaren Elva Mark II-Chevrolet        | 150 milles (241,4016 km)              | Monterey 150                                           | report                                |
| 1967                                    | Lothar Motschenbacher                          |                                               | McLaren Elva Mark II-Chevrolet        | 250 km (155,342798 mi)                |                                                        | report                                |
| 1968                                    | Mark Donohue                                   | Roger Penske                                  | McLaren M6A (en)-Chevrolet            | 150 milles (241,4016 km)              | Pimm's Cup Trophy                                      | report                                |
| 1969 — 1973                             | Non tenue                                      | Non tenue                                     | Non tenue                             | Non tenue                             | Non tenue                                              | Non tenue                             |
| Championnat IMSA GT                     |                                                |                                               |                                       |                                       |                                                        |                                       |
| 1974[A]                                 | Elliott Forbes-Robinson                        | F.A.R. West Racing                            | Porsche Carrera                       | 100 milles (160,9344 km)              | Monterey Triple Crown                                  | report                                |
| 1974[A]                                 | Milt Minter                                    | Toad Hall Motor Racing                        | Porsche Carrera RSR                   | 100 milles (160,9344 km)              | Monterey Triple Crown                                  | report                                |
| 1975[A]                                 | Peter Gregg                                    | Brumos Porsche                                | Porsche Carrera RSR                   | 100 milles (160,9344 km)              | Monterey Triple Crown                                  | report                                |
| 1975[A]                                 | Hans-Joachim Stuck                             | BMW Motorsport                                | BMW 3.0 CSL                           | 100 milles (160,9344 km)              | Monterey Triple Crown                                  | report                                |
| 1976[B]                                 | Al Holbert                                     | Holbert/Dickinson Racing                      | Chevrolet Monza                       | 100 milles (160,9344 km)              | Monterey Triple Crown                                  | report                                |
| 1977[B]                                 | Danny Ongais                                   | Interscope Racing                             | Porsche 934                           | 100 milles (160,9344 km)              | Monterey Triple Crown                                  | report                                |
| 1978                                    | George Follmer                                 | Vasek Polak (en)                              | Porsche 935/77A                       | 100 milles (160,9344 km)              | Monterey Triple Crown                                  | report                                |
| 1979                                    | Peter Gregg                                    | Brumos Porsche                                | Porsche 935/79                        | 100 milles (160,9344 km)              | Winston GT Monterey Triple Crown                       | report                                |
| 1980                                    | John Fitzpatrick                               | Dick Barbour Racing                           | Porsche 935 K3                        | 100 milles (160,9344 km)              | Datsun Monterey Triple Crown                           | report                                |
| 1981                                    | Brian Redman                                   | Cooke Woods/Garretson                         | Lola T600-Chevrolet                   | 100 milles (160,9344 km)              | Datsun Monterey Triple Crown                           | report                                |
| 1982                                    | John Paul Jr.                                  | Holbert Racing                                | Lola T600-Chevrolet                   | 100 milles (160,9344 km)              | Datsun Monterey Triple Crown                           | report                                |
| 1983                                    | Al Holbert                                     | Holbert Racing                                | March 83G-Chevrolet                   | 100 milles (160,9344 km)              | Monterey Triple Crown                                  | report                                |
| 1984                                    | Randy Lanier (en)                              | Blue Thunder Racing                           | March 83G-Chevrolet                   | 100 milles (160,9344 km)              | Red Lobster Monterey Triple Crown                      | report                                |
| 1985                                    | Al Holbert                                     | Holbert Racing                                | Porsche 962                           | 300 km (186,4113576 mi)               | 22nd Annual Nissan Monterey Triple Crown               | report                                |
| 1986                                    | Klaus Ludwig                                   | Zakspeed USA                                  | Ford Mustang Probe GTP                | 300 km (186,4113576 mi)               | Monterey Triple Crown                                  | report                                |
| 1987                                    | Klaus Ludwig                                   | Bayside Disposal Racing                       | Porsche 962                           | 300 km (186,4113576 mi)               | Nissan Monterey Triple Crown                           | report                                |
| 1988                                    | Non tenue                                      | Non tenue                                     | Non tenue                             | Non tenue                             | Non tenue                                              |                                       |
| 1989                                    | Hans-Joachim Stuck                             | Audi of America                               | Audi 90 Quattro                       | 1 Heure                               | Toyota Monterey Grand Prix                             | report                                |
| 1990                                    | Non tenue                                      | Non tenue                                     | Non tenue                             | Non tenue                             | Non tenue                                              | Non tenue                             |
| 1991                                    | Davy Jones                                     | Bud Light Jaguar Racing                       | Jaguar XJR-16                         | 300 km (186,4113576 mi)               | Grand Auto Supply Monterey Camel GT                    | report                                |
| 1992                                    | Juan Manuel Fangio II                          | All American Racers                           | Eagle Mk III (en)-Toyota              | 2 Heures                              | Grand Auto Supply Monterey Camel GT                    | report                                |
| 1993                                    | P. J. Jones (en)                               | All American Racers                           | Eagle Mk III (en)-Toyota              | 1 Heure, 45 Minutes                   | Monterey Camel GT                                      | report                                |
| 1994                                    | Andy Evans Fermín Vélez                        | Team Scandia (en)                             | Ferrari 333 SP                        | 2 Heures                              | Monterey Sports Car Grand Prix                         | report                                |
| 1995                                    | Non tenue                                      | Non tenue                                     | Non tenue                             | Non tenue                             | Non tenue                                              | Non tenue                             |
| 1996                                    | Non tenue                                      | Non tenue                                     | Non tenue                             | Non tenue                             | Non tenue                                              | Non tenue                             |
| 1997                                    | John Paul Jr. Butch Leitzinger                 | Dyson Racing                                  | Riley & Scott Mk III (en)-Ford        | 1 Heure, 45 Minutes                   | VISA Sports Car Championships                          | report                                |
| 1998                                    | Bill Auberlen Didier de Radigues               | BMW Motorsport                                | Riley & Scott Mk III (en)-BMW         | 2 Heures, 30 Minutes                  | VISA Sports Car Championships                          | report                                |
| American Le Mans Series                 |                                                |                                               |                                       |                                       |                                                        |                                       |
| 1999                                    | JJ Lehto Steve Soper                           | BMW Motorsport                                | BMW V12 LMR                           | 2 Heures, 45 Minutes                  | VISA Sports Car Championships presented by Honda       | résultats                             |
| 2000                                    | Rinaldo Capello Allan McNish                   | Audi Sport North America                      | Audi R8                               | 2 Heures, 45 Minutes                  | Globalcenter Monterey Sports Car Championships         | résultats                             |
| 2001                                    | Frank Biela Emanuele Pirro                     | Audi Sport North America                      | Audi R8                               | 2 Heures, 45 Minutes                  | Monterey Sports Car Championships presented by Mazda   | résultats                             |
| 2002                                    | Frank Biela Emanuele Pirro                     | Audi Sport North America                      | Audi R8                               | 2 Heures, 45 Minutes                  | Monterey Sports Car Championships                      | résultats                             |
| 2003                                    | Marco Werner Frank Biela                       | Infineon Team Joest                           | Audi R8                               | 2 Heures, 45 Minutes                  | Fry's Electronics Sports Car Championships             | résultats                             |
| 2004                                    | Johnny Herbert Pierre Kaffer                   | ADT Champion Racing                           | Audi R8                               | 4 Heures                              | Audi Sports Car Championships                          | résultats                             |
| 2005                                    | Tom Chilton Hayanari Shimoda                   | Zytek Engineering                             | Zytek 04S                             | 4 Heures                              | Monterey Sports Car Championships                      | résultats                             |
| 2006                                    | Allan McNish Rinaldo Capello                   | Audi Sport North America                      | Audi R10 TDI                          | 4 Heures                              | Monterey Sports Car Championships                      | résultats                             |
| 2007                                    | Allan McNish Rinaldo Capello                   | Audi Sport North America                      | Audi R10 TDI                          | 4 Heures                              | Monterey Sports Car Championships                      | résultats                             |
| 2008                                    | Marco Werner Lucas Luhr                        | Audi Sport North America                      | Audi R10 TDI                          | 4 Heures                              | Monterey Sports Car Championships presented by Patrón  | résultats                             |
| 2009                                    | Gil de Ferran Simon Pagenaud                   | de Ferran Motorsports                         | Acura ARX-02a                         | 4 Heures                              | Monterey Sports Car Championships presented by Patrón  | résultats                             |
| 2010                                    | David Brabham Simon Pagenaud Marino Franchitti | Patrón Highcroft Racing                       | HPD ARX-01C                           | 6 Heures                              | American Le Mans Series Monterey presented by Patrón   | résultats                             |
| 2011                                    | Adrián Fernández Harold Primat Stefan Mücke    | Aston Martin Racing                           | Lola-Aston Martin B09/60              | 6 Heures                              | ModSpace American Le Mans Monterey presented by Patrón | résultats                             |
| 2012                                    | Klaus Graf Lucas Luhr                          | Muscle Milk Pickett Racing                    | HPD ARX-03a                           | 6 Heures                              | American Le Mans Monterey presented by Patrón          | résultats                             |
| 2013                                    | Klaus Graf Lucas Luhr                          | Muscle Milk Pickett Racing                    | HPD ARX-03a                           | 4 Heures                              | American Le Mans Monterey presented by Patrón          | résultats                             |
| IMSA WeatherTech SportsCar Championship |                                                |                                               |                                       |                                       |                                                        |                                       |
| 2014[C]                                 | Renger van der Zande Mirco Schultis            | Starworks Motorsport                          | Oreca FLM09 Chevrolet                 | 2 Heures (PC, GTD)                    | Continental Tire Monterey Grand Prix Powered By Mazda  | résultats                             |
| 2014[C]                                 | Johannes van Overbeek Ed Brown                 | Extreme Speed Motorsports                     | HPD ARX-03b                           | 2 Heures (P, GTLM)                    | Continental Tire Monterey Grand Prix Powered By Mazda  | résultats                             |
| 2015                                    | Michael Valiante Richard Westbrook             | VisitFlorida.com Racing                       | Corvette DP                           | 2 Heures, 40 Minutes                  | Continental Tire Monterey Grand Prix Powered By Mazda  | résultats                             |
| 2016[C]                                 | Oswaldo Negri Jr. John Pew (en)                | Michael Shank Racing with Curb-Agajanian (en) | Ligier JS P2 Honda                    | 2 Heures (P, GTLM)                    | Continental Tire Monterey Grand Prix Powered By Mazda  | résultats                             |
| 2016[C]                                 | Robert Alon Tom Kimber-Smith                   | PR1/Mathiasen Motorsports                     | Oreca FLM09 Chevrolet                 | 2 Heures (PC, GTD)                    | Continental Tire Monterey Grand Prix Powered By Mazda  | résultats                             |
| 2017                                    | Marc Goossens Renger van der Zande             | VisitFlorida.com Racing                       | Ligier JS P217                        | 2 Heures, 40 Minutes                  | America's Tire 250                                     | résultats                             |
| 2018                                    | Pipo Derani Johannes van Overbeek              | Tequila Patrón ESM                            | Nissan Onroak DPi                     | 2 Heures, 40 Minutes                  | Continental Tire Monterey Grand Prix Powered By Mazda  | résultats                             |
| 2019                                    | Dane Cameron Juan Pablo Montoya                | Acura Team Penske                             | Acura ARX-05                          | 2 Heures, 40 Minutes                  | WeatherTech Raceway Laguna Seca                        | résultats                             |
| 2020                                    | Hélio Castroneves Ricky Taylor                 | Acura Team Penske                             | Acura ARX-05                          | 2 Heures, 40 Minutes                  | WeatherTech Raceway Laguna Seca                        | résultats                             |
| 2021                                    | Filipe Albuquerque Ricky Taylor                | Konica Minolta Acura ARX-05                   | Acura ARX-05                          | 2 Heures, 40 Minutes                  | WeatherTech Raceway Laguna Seca                        | résultats                             |
| 2022                                    | Filipe Albuquerque Ricky Taylor                | Konica Minolta Acura ARX-05                   | Acura ARX-05                          | 2 Heures, 40 Minutes                  | WeatherTech Raceway Laguna Seca                        | résultats                             |
| 2023                                    | Sébastien Bourdais Renger van der Zande        | Cadillac Racing                               | Cadillac V-Series.R                   | 2 Heures, 40 Minutes                  | WeatherTech Raceway Laguna Seca                        | résultats                             |

1. 
 Doubleheader events in 1974 and 1975
1. 
 IMSA were also the headlining race at the Grand Prix automobile de Monterey en 1976 et 1977
1. 
 Split races in 2014 and 2016